# 大衛·勞斯

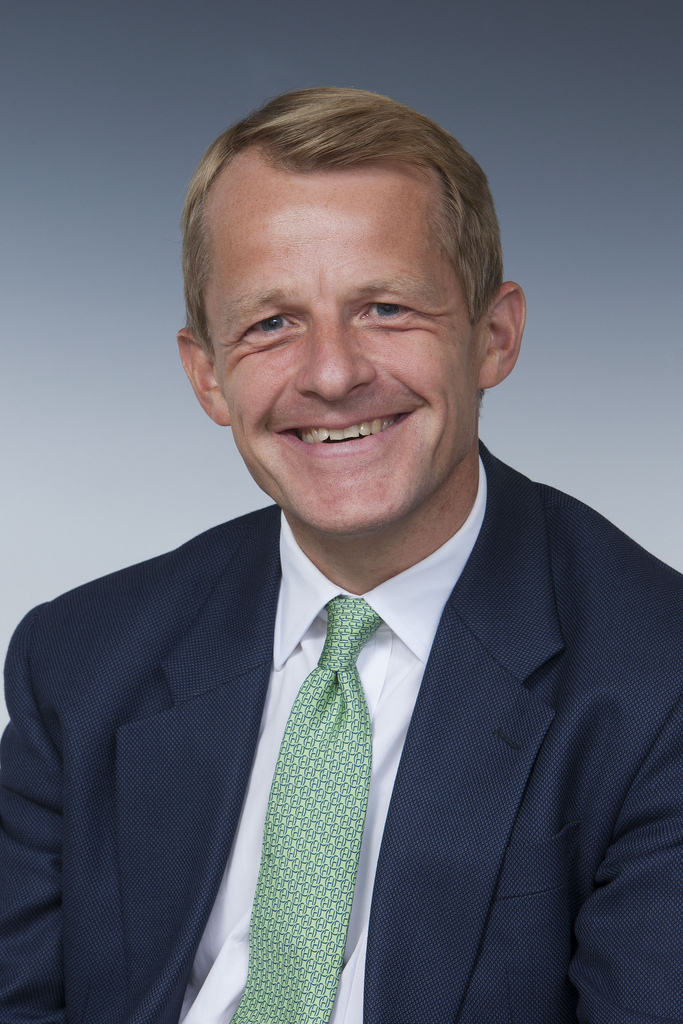

大衛·勞斯（英語：David Laws，英国官方汉译名羅德偉，1965年11月30日—）是英格蘭政治人物，自由民主黨人。2000年-2015年，任約維爾選區下議院議員。2010年5月曾短暫擔任財政部首席秘書。